# 페레다비드밭쥐
페레다비드밭쥐(Eothenomys melanogaster)는 비단털쥐과에 속하는 설치류의 일종이다. 중국과 미얀마, 대만, 태국에서 발견된다. 데이빗밭쥐속의 2개 주요 밭쥐군 중의 하나인 페레다비드밭쥐군에 속한다. 등 쪽 털은 짙은 갈색이고 가끔 거의 검은색을 띠며, 배 쪽은 회색이고 가끔 갈색을 띤다. 꼬리 길이가 머리부터 몸까지 길이보다 짧다. 소나무, 진달래 숲에서 발견된다.